# Vice (The King of Fighters)
Vice (バイス Baisu?) (Vicia en español) es un personaje de videojuego dentro de la serie The King of Fighters. Es una de las dos asesinas de Orochi (la otra es Mature) que trabajan para Goenitz, uno de los cuatro celestiales. Considerada como la más despiadada y sádica del dúo, Vice es como una pantera salvaje: siempre al acecho de sus presas, y goza matándolas con mucha brutalidad. Su extremada fuerza le permite cargar con oponentes del doble de tamaño y peso y arrojarlos por los aires como si fueran simples papeles. Sus piernas son veloces, a tal punto que las mueve tan rápido que el aire que produce resulta cortante.

## Historia
Siempre esperando el despertar de Orochi, Vice ayuda a Goenitz en el asesinato del heredero del clan Yata, que tenía el sello para no revivir al demonio. Después de liberar el poder de Orochi, Goenitz piensa que este aún es débil, y que no es prudente utilizarlo. Un día, un ambicioso hombre conocido como Rugal Bernstein llegó buscando el poder de Orochi. Vice estaba a punto de entrar en acción, pero Goenitz decidió ocuparse de él. Se enfrenta a Rugal, y le dice que los mortales no podrán nunca poseer el poder de Orochi. Rugal lucha contra Goenitz para llevar a cabo su plan, pero solo consigue lastimar la mano de Goenitz; éste, como castigo, le arranca un ojo. Sorprendido de que hubiese sobrevivido al ataque, Goenitz decide dar a Rugal un poco del poder Orochi. Goenitz envía a Vice y Mature a vigilar a Rugal para que este no haga mal uso del poder o trate de utilizarlo contra Orochi. De esta manera, se convierten en sus "secretarias".
Vice siempre sirvió a Rugal con su supuesta lealtad, y Rugal la asigna para lavar el cerebro a Saisyu Kusanagi, que lo había derrotado tiempo atrás. Rugal ya había sido derrotado por Kyō Kusanagi el año anterior, y ahora planeaba vengarse secuestrando a su padre para así chantajear a Kyo. Vice procede a secuestrar y lavar el cerebro de Saisyu con sus poderes, pero este se resiste de tal manera que agota con casi todas las fuerzas de la mujer. Vice desprecia a Saisyu por haber agotado su poder, esto queda evidenciado en The King of Fighters '98, cuando se enfrentan ambos, Vice escupe hacia el suelo en señal de odio. Posteriormente, Vice descubre que Rugal había usado el poder Orochi, pero cuando se disponía a detenerlo, se da cuenta de que no es necesario ya que con la sobreexposición al poder, este termina destruyendo a Rugal. Con su misión cumplida, Vice y Mature deciden regresar con su jefe Goenitz.
Pero esta vez, Goenitz les asigna a las asesinas mantener un ojo sobre Iori Yagami. Iori es uno de los descendientes de Orochi, y sería útil en un futuro próximo. Iori es interceptado por Vice y Mature y ambas proponen a Iori formar un equipo y entrar el próximo torneo King of Fighters, pero antes debería mostrar su destreza contra ambas. Finalmente, Yagami, al ver que Vice y Mature poseían habilidad y poder, decide aceptar. El plan de las asesinas sería despertar el Riot of the blood (disturbio de la sangre) en Iori y poder usarlo.
Pero Iori comenzó a mostrar un inmenso poder durante el torneo, más poderoso que Goenitz, por lo que Vice y Mature deciden dejar de lado a Goenitz y unirse a Iori. Al final del torneo, Vice y Mature advierten a Iori sobre Goenitz y que este piensa matar a Kyo, enemigo de toda la vida, Iori decide que si alguien ha de poner fin a la vida de su rival, ha de ser él y nadie más, así que decide ir en busca de Goenitz para combatir contra él.
Al llegar, Goenitz descubre que sus ahora ex-súbditas lo han traicionado al advertir a Yagami y lucha contra este, pero es derrotado. Antes de morir, Goenitz les dedica sus últimas palabras a sus ex asesinas, diciéndoles que ellas lo acompañarán y que su asesino será su propio salvador. Al no comprender estas palabras, deciden regresar con Iori, pero es demasiado tarde ya que ha entrado en el Riot of the blood y al no poder controlarlo, ataca a Vice y Mature dejándolas muy heridas. Se especuló que ambas podrían haber muerto pero al final se desmiente pues en KOF XII reaparece Mature (aunque parece haber perdido un ojo) y en KOF XIII reaparece Vice, que como su compañera parece presentar una gran cicatriz pero en su hombro cuando hace su Neo Max.
En KOF XIII Vice regresa al lado de su compañera Mature, las cuales se unen a Iori para recuperar el amuleto de este último que había sido robado en el torneo del año anterior por Ash. En el final de su equipo se descubre que en realidad Ash estaba tratando de reunir los tres tesoros sagrados no con fines malos sino para evitar que el poder de Orochi caiga en manos de los de la tierra distante. Tras derrotar a Evil Ash (combinación de Ash con Saiki) Iori es consultado por Mature y Vice sobre si querría recuperar sus flamas púrpuras, pero con la condición de que el disturbio de la sangre Orochi que corre por sus venas sería también reintegrado en su cuerpo, siguiendo con la maldición que los Yasakani (su clan) habían pactado con la deidad 1800 años atrás. Iori acepta y Mature y Vice desaparecen, diciéndole que seguramente se volverán a encontrar en una noche de luna llena. Esto nos demuestra que en realidad Mature y Vice nunca estuvieron vivas, sino que al haberse roto el sello que aprisionaba a Orochi, ellas pudieron volver a entrar en el reino de los mortales como sombras, apareciendo en los sueños de Iori y tomando la forma de sombras sólidas para tener apariencia humana.

## Apariciones
- The King of Fighters '95
- The King of Fighters '96
- The King of Fighters '98
- The King of Fighters '98: Ultimate Match
- The King of Fighters 2002
- The King of Fighters 2002 UM
- The King of Fighters XIII
- Capcom VS SNK
- Capcom VS SNK: Pro
- Capcom VS SNK 2
- The King of Fighters: Neowave
- Card Fighters Clash
- Card Fighters Clash 2
- Card Fighters Clash DS
- The King of Fighters XIV
- The King of Fighters XV

## Ataques
Al igual que su compañera Mature, los ataques y agarres de Vice llevan como nombre bandas de Death metal, gore, thrash y brutal metal. En ocasiones, Vice lanza profanaciones contra sus oponentes, como Kutabare, el cual podría traducirse como "Vete a la mierda".
- Monstrosity
- Mayhem
- Mithine's Robe
- Outrage
- Ravenous
- Blackend
- Gore Fest
- Decide
- Negative Gain
- Withering Surface
- Overkill
- Awaking Blood

## Frases, intros y pullas
- Intro 1, ante Saisyu Kusanagi: Escupe al piso al verlo y exclama "Anta mitetto hara tatte kundago." (Me repugna el solo hecho de ver tu cara)
- Intro 2: Se despereza y dice, "Omoshiroi... yarou ka?" (Interesante... ¿Peleamos?)
- Taunt: Ríe histéricamente y dice "Anmari bakarashii kara." (Eres un idiota)
- Win Pose 1: Se ríe de la pobre actuación de su adversario y luego se relaja.
- Win Pose 2: "Mangetsu no yoru ni mata aou ka." (Posiblemente nos volvamos a encontrar en una noche de luna llena)
- Win Pose 2: Se arrodilla y grita hacia el cielo: "Hyaku yo korosu siro!" (¡Ven y mátame!)
- Win Quote: Bueno, creo que terminé. No hay más huesos para romper.